# Literatura de Boyacá
El departamento de Boyacá en Colombia a lo largo de su historia ha sido la cuna de un número importante de escritores de distintos géneros, entre los más destacados cabe mencionar:

## Colonia
- Basilio Vicente de Oviedo: sacerdote cronista e historiador, oriundo de Socotá.
- Francisca Josefa del Castillo y Guevara: religiosa y escritora nacida en la ciudad de Tunja.[1]
- Juan de Castellanos: sacerdote y cronista.

## SigloXIX
- José Joaquín Ortíz: (Tunja, 1814 - Bogotá, 1892) Escritor colombiano que junto a José Eusebio Caro y Julio Arboleda constituyó la tríada de mejores poetas románticos de la República de la Nueva Granada. Estudió humanidades en el Colegio del Rosario y trabajo en periodismo, especialmente en temas políticos. Fundó y colaboró como redactor en El Correo de los Andes, El Porvenir, La ciudad, El Conservador, El Día, El Cóndor, El Catolicismo y La Estrella Nacional, este último el primer periódico literario de Colombia, redactado con José Eusebio Caro. Defensor de la corriente conservadora que acabaría triunfando en la promulgación de la Constitución de 1886, accedió en varias ocasiones a la cámara legislativa de la República. Fue un representante del romanticismo hispanoamericano; en su poesía fue clásico en la forma y romántico en el espíritu, como puede apreciarse en sus obras Mis horas de descanso (1834) y Poesías (1880). Fue además vulgarizador de la literatura colombiana; preparó antologías de poesía de varios autores, como Parnaso granadino y La Guirnalda. También editó dos volúmenes con la poesía de José Eusebio Caro y Luis Vargas Tejada.[2]

- Carlos Arturo Torres: (Santa Rosa de Viterbo, 1867 - Caracas, 1911) Ensayista colombiano. Figura americana paralela a la de José Enrique Rodó, aunque menos flexible y con inferiores facultades de creación artística, hizo sus estudios en Tunja y en el Externado de Bogotá, del que llegó a ser vicerrector. Dedicó la mayor parte de su vida a la cátedra y al periodismo: La Crónica (1898-99), El Nuevo Tiempo (1901) y La Civilización (1910) fueron fundados por él. Impartió Derecho internacional en la Universidad Republicana de Bogotá, hoy Universidad Libre (Colombia) y desempeñó diversas funciones políticas y diplomáticas: enviado a Francia en 1898 a negociar la prórroga del contrato para abrir un canal en Panamá; ministro del Tesoro (1903) y de Hacienda Pública (1904); cónsul en Liverpool (1905-1910) y ministro plenipotenciario en Caracas (1911) para representar a su país en las fiestas venezolanas de la Independencia. Su obra fundamental es Idola Fori, en la que se vuelca el maestro de ideas amplias, enemigo de extremismos y de tópicos. Otros ensayos suyos son Estudios ingleses y estudios varios (1907), Literatura de ideas: estudios y conferencias (1911), Estudios de crítica moderna, aparecidos después de su muerte y conteniendo, entre otros trabajos, los Estudios Americanos.[3]

- Julio Flórez: poeta nacido en Chiquinquirá (1867-1923). Hijo del médico y político Policarpo María Flórez, y de Dolores Roa. Desde muy joven se trasladó a Bogotá, donde estudió en el Colegio Mayor de Nuestra Señora del Rosario, aunque hubo de interrumpir su estudio por motivos socioeconómicos. Se mezcló con las corrientes literarias que dominaban la época: el romanticismo de Gustavo Adolfo Bécquer y de Víctor Hugo, quien fue el más supremo modelo de Flórez. De humilde cuna y víctima de una pobreza que solamente lo abandonaría en cortos plazos de su vida, Julio Flórez vivió en un entorno caótico. Hechos como las guerras civiles de los liberales y conservadores, la Guerra de los Mil Días y la desmembración de Panamá, influenciaron su poesía hasta convertirla en un reflejo del pensamiento popular de Colombia a principios de siglo XX. Es por esto que su poesía está impregnada de desesperanza, tristeza y desilusión. Perteneció a una sociedad denominada La gruta simbólica y fue muy reconocido en todas las partes que visitó. Sus versos fascinaban a la gente al punto de que muchos de ellos pertenecían a la sabiduría popular y todavía en algunos lugares de Colombia, subsisten como tal. Sin embargo, Flórez no fue un poeta premiado, como sí lo fueron muchos de sus contemporáneos. El único título que ostentaba era el de poeta. Tras abandonar el país en 1904 por causas políticas (la ascensión del dictador Rafael Reyes al poder), se dirige a México. Más tarde, viaja a Cuba y, después, a España. A su regreso a Colombia, Flórez se instala en Usiacurí (Atlántico), donde, se dedica al cuidado de sus cinco hijos (León, Lira, Cielo, Divina Alegría y Hugo). Falleció en este municipio el 7 de febrero de 1923. Su obra consta de los siguientes libros: Horas (1893), Cesta de lotos (1906), Manojo de zarzas (1906), Cardos y lirios (1905), Fronda Lírica (1908), Gotas de Ajenjo (1910), Oro y ébano (publicado por sus hijos en edición póstuma), Mi retiro y Otros Poemas, Haz de espinas.

## SigloXX
- Darío Samper: Abogado de la Universidad Libre (Colombia) reconocido comopoeta, periodista, escritor y político nacido en Guateque, Boyacá el 18 de diciembre de 1909. Hizo parte de los Piedracelistas con su poemario Habitante de su imagen, parte de la colección «Los cuadernos de piedra y cielo».

- Jorge Rojas: poeta, nacido en Santa Rosa de Viterbo el 20 de noviembre de 1911. Es el poeta del amor y de la naturaleza y el maestro de los Piedracelistas, un grupo generacional que irrumpió en las décadas de los treinta y los cuarenta, alrededor de la colección «Los cuadernos de piedra y cielo», dirigida por el poeta santarroseño. Los piedracelistas colombianos se caracterizan por su idealismo y su mundo poético neorromántico y barroco, en donde con insistencia aparece el amor, la naturaleza, el cielo poblado de estrellas, el mar, las olas, las algas marinas y la hermosura y armonía de una poesía musical engastada en bellas formas. Entre las obras más destacadas de Rojas se señalan las siguientes: La ciudad sumergida, Poema dedicado a Tunja, Rosa de Agua, Soledades I, II y III, La forma de su huida, Memorias de los días insólitos, Elegías de Quiba, Cinco poemas, Parábola del Nuevo Mundo, Poemas, Cárcel de amor, Selección de poemas, Nocturno de Adán, Fue mi corazón, Suma poética, Obra poética. Murió en Bogotá el 12 de mayo de 1995.

- Próspero Morales Pradilla: escritor y novelista (1920 - 1990), natural de Tunja, es considerado como uno de los grandes novelistas colombianos de finales del siglo XX. Muy conocido por su novela histórica Los pecados de Inés de Hinojosa, llevada a la Televisión en 1988. Se destacan también sus obras: “Más acá”, “Perucho” y sus libros de cuentos: “Una muchacha discutible”, “Cianuro y otras bebidas”, “El último macho y otros cuentos”, “La Colombia que yo conozco” y otras.

- Plinio Apuleyo Mendoza: nacido en Tunja en 1932, ha sido considerado como uno de los novelistas más destacados de los últimos años en Colombia: se señala además su actividad periodística en el periódico El Tiempo. Su principal obra es Años de fuga, que obtuvo el premio Plaza y Janés en 1979. Ha publicado además su libro de cuentos El desertor, Gentes y lugares, Primeras palabras, Espejismo (cuento) y otras.

- Fernando Soto Aparicio: nacido en Santa Rosa de Viterbo en l933. Ha dedicado toda su vida a la literatura y las letras, con 55 libros publicados, centenares de artículos en periódicos y revistas del país y de otros idiomas y latitudes, guiones para cine, y cerca de cinco mil libretos para programas dramatizados de televisión. Además, en numerosos escenarios del exterior, y en casi todos los rincones del país, ha hecho presencia con sus conferencias, talleres, tertulias y conversatorios, entre docentes, particulares y estudiantes de distintos de todos los niveles de educación. Ha cultivado varios géneros literarios: novelas, poemas, cuentos, obras de teatro, literatura infantil y juvenil. Sus libros poseen una extraña vigencia, y es así como obras publicadas hace medio siglo siguen leyéndose porque no han perdido actualidad, y son testimonios vivos, beligerantes, combativos, de la realidad colombiana y de la dolorosa historia de América. Su prosa tiene el poder de la denuncia, pues Soto Aparicio nunca le ha tenido miedo a la verdad, porque considera que el escritor es el vocero de una sociedad muda; su poesía es cálida y comunicante, y hace años que en diferentes sitios de nuestro idioma los enamorados la utilizan para manifestar sus sentimientos y llegar, con el poder de las palabras, hasta la persona que aman; la cólera, la ironía y el humor negro, y casi siempre una honda vena de ternura y de esperanza, son características esenciales de su trabajo, así como la devoción por la mujer, ciudadana por excelencia de un mundo al que sólo ella podrá reconstruir desde las ruinas.

- Eduardo Gómez Patarroyo: nacido en Miraflores en 1932. Poeta, crítico de arte, ensayista y profesor universitario. Permaneció seis años en Alemania, en donde estudió Dramaturgia Literatura, incluyendo un año en el teatro de Brecht, el famoso Berliner Ensemble. Ha sido cofundador, y primer vicepresidente de la Unión Nacional de Escritores (UNE), jefe de Publicaciones de COLCULTURA, crítico de teatro en varias publicaciones, incluyendo el diario El Tiempo; colaborador permanente de la Radiodifusora Nacional y profesor universitario en las universidades Pedagógica, de los Andes y Javeriana. Ha publicado cuatro libros de poemas: Restauración de la palabra (1969), El continente de los muertos (1975), Movimientos sinfónicos (1980), Poesía 1969-1985, y un libro de ensayos, Ensayos de crítica interpretativa - T. Mann, M. Proust, F. Kafka, así como Notas sobre el surgimiento del teatro moderno en Colombia y otros ensayos (en Materiales para una historia del teatro en Colombia, B. Básica Colomb. No. 33) y una traducción de Brecht: El preceptor. En Historia baladesca de un poeta que ahora ofrece la sección de publicaciones de la Universidad Nacional de Colombia, la concepción poética de Eduardo Gómez cambia para ofrecer (sobre todo en el extenso poema que da el título al libro) una visión lírico-irónica de un poeta colombiano, inscrita en la tradición de la poesía popular con más sentido crítico (como Villon y Brecht) aunque con más complejidad y connotaciones culturales.

- Jairo Aníbal Niño: Narrador y dramaturgo, nacido en Moniquirá en 1941. En un principio se dedica a la pintura y luego al teatro en la actuación, la dirección y la dramaturgia. En este género escribe El baile de los arzobispos o Las bodas de lata (1969); El sol subterráneo, Los inquilinos de la ira, El golpe de Estado y El monte Calvo, con las que obtiene Premios en el Festival Mundial de Teatro en Nancy, Francia. El monte Calvo narra la situación de dos veteranos de la guerra de Corea que evocan en medio de la miseria las heroicas jornadas durante el conflicto bélico. Escribe los guiones Efraín González y El manantial de las fieras; el libro de cuentos Puro Pueblo (1977) y Toda la vida (1979), relatos breves y fantásticos. Aunque afirma que «la literatura infantil no existe porque existiría la senil o de cualquier otro tipo», logra con la infantil el mayor reconocimiento a partir de Zoro (1977), premio Enka de Literatura Infantil. Publica el poemario de amor para niños La alegría de querer (1986); el libro de poemas Safari en el rostro y Razgo, Indo y Saz (1991). En 1998 publica Preguntario.

- Eduardo Caballero Calderón:

## Autores contemporáneos
- Rafael Moreno Duran: novelista, cuentista y ensayista nacido en Tunja en 1946. Estudió Derecho y Ciencias Políticas en la Universidad Nacional de Colombia, colaborando en publicaciones americanas y europeas, entre ellas los diarios El País de Madrid y La Vanguardia de Barcelona. Director de la edición hispanoamericana de la revista Quimera, considerado como uno de los más importantes narradores de Colombia, observó la vida de una manera corrosivamente crítica, desenfadada, pero sobre todo, inteligente y contundente. En su extensísima obra destaca la trilogía Femina Suite, compuesta por las novelas Juego de Damas (1977), El Toque de Diana (1981) y Finale Capriccioso con Madonna (1983); Los felinos del canciller (1987), El Caballero de la Invicta, Mambrú (1996) y El festín de los conjurados. Es también autor de los volúmenes de cuentos Metropolitanas (1986), Cartas en el Asunto (1995) y El humor de la melancolía. Cuenta además con un ensayo imprescindible para la literatura latinoamericana, De la barbarie a la imaginación, recorrido-bitácora por varios siglos en busca de un estilo, y de un libro definitivo sobre la literatura alemana, Taberna in fabula.

- Carlos Castillo Quintero: Poeta, narrador y ensayista nacido en Miraflores en 1966. Ha publicado los libros de cuento Los inmortales (2000) y Carroñera y otras ficciones perversas (2007); la antología El placer de la brevedad / Seis escritores de minificción y un dinosaurio sentado (2005); los poemarios Piel de recuerdo (1990), Burdelianas (1994), Rosa fragmentada (1995), Sin el azul del día (Premio CEAB, 2008)y Ab imo pectore - Antología personal (2010). Con Saga de los amantes (inédito) obtuvo el Premio Nacional de Poesía Universidad Metropolitana de Barranquilla, y con Estación nocturna (inédito) el Premio Nacional de Poesía de Chiquinquirá. Incluido en la Antología Internacional de Cuento La flor del día/Trofeos de la lectura (Brasca/Chitarroni, Buenos Aires 2007), en la Segunda Antología de Cuento Corto Colombiano (Kremer/Bustamante, Bogotá 2007), en Comitivas invisibles - Cuentos de fantasmas (Brasca, Buenos Aires 2008)y en El corazón habitado - Últimos cuentos de amor en Colombia (Algaida editores, Cadíz España, 2010). Egresado del Taller de Escritores de la Universidad Central (TEUC). Actualmente dirige el Taller de Narrativa "R.H. Moreno Durán" y el Taller de Cuento Ciudad de Bogotá, ambos adscritos a la Red Nacional de Talleres de Escritura Creativa – RENATA.

- Rafael del Castillo: Es un poeta, editor y ensayista crítico de Colombia, nacido en Tunja en 1962. Es fundador y director de la revista de poesía Ulrika y del Festival Internacional de Poesía de Bogotá. Además, coordinó talleres de la Casa de Poesía Silva y algunas universidades. Su poesía se reconoce por el tono conversacional, urbano, de corte existencial en un lenguaje abierto, próximo a la intimidad.